# Fajn Radio

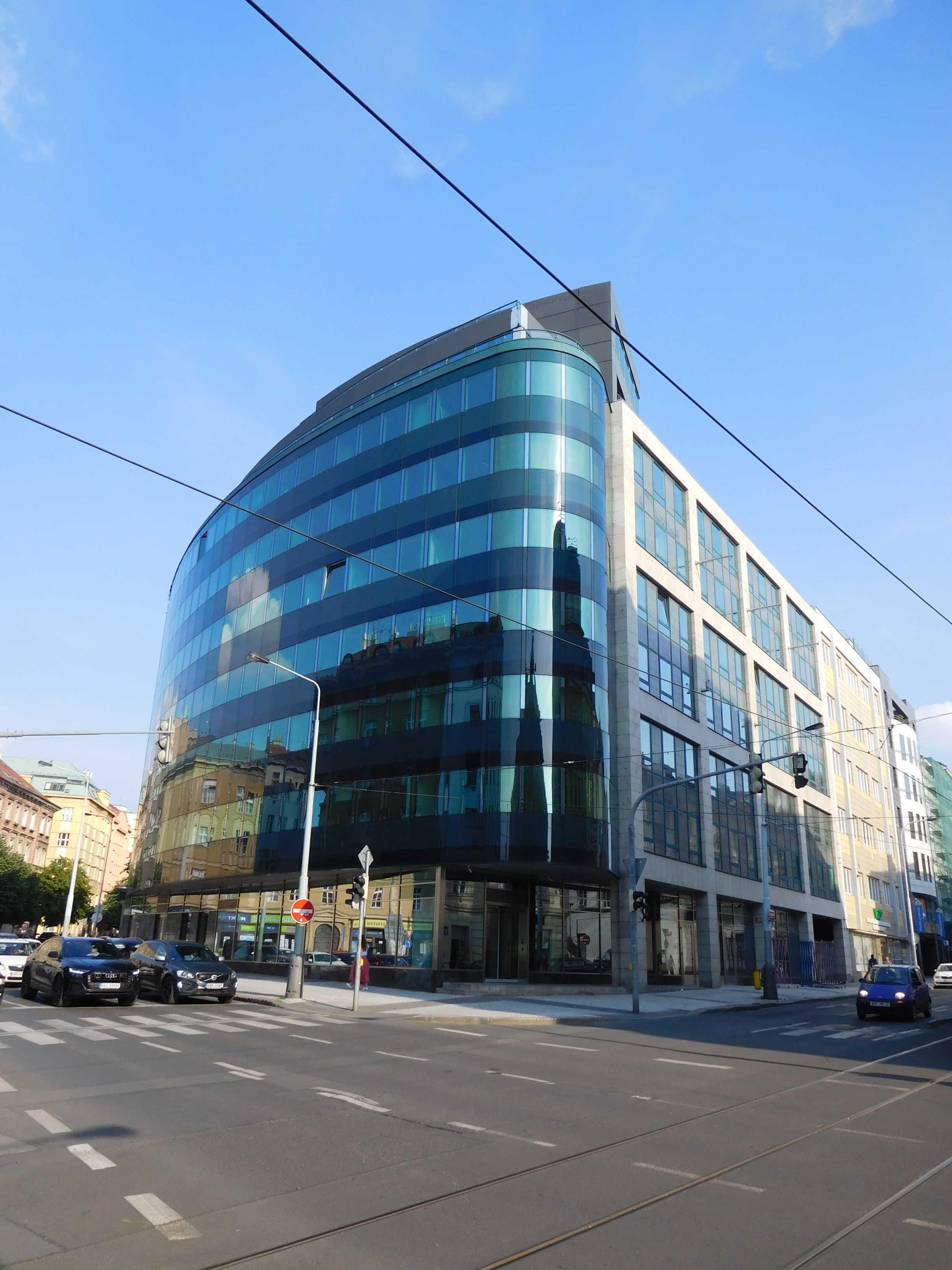
Sídlo Fajn radia, Praha - Bělehradská 132

Fajn Radio je soukromá rozhlasová stanice s hudebním formátem CHR (Contemporary Hits Radio) zaměřená na cílovou skupinu 14–29 let. Dominantními prvky ve vysílání, kromě hudebního mixu, jsou zábava, soutěže, informace, zajímavosti o dění v Česku i ve světě a zpravodajství (regionální, dopravní i všeobecné).

## Historie
Fajn Radio zahájilo vysílání 1. ledna 2003 pod názvem Rádio Zlatá Praha, které vzniklo 23. dubna 1993. Z počátku vysílalo na dvou frekvencích, v Praze na 97,2 MHz a ve Chvaleticích na 106,6 MHz.
Součástí rodiny Fajn Radií byly do ledna 2008 stanice Fajn North Music, Fajn Radio Agara, Fajn Radio Life a Fajn Radio Hity.

## Moderátoři a program
Týdenní program
WAKE UP SHOW, 6:00 - 9:00 Po-Pá, Vašek Matějovský, Natálie Otáhalová 
FAJN MUSIC BOOST, 9:00 - 12:00 Po-Pá, Andrea Kautzká
FAJN WARM UP, 12:00 - 15:00 Po-Pá, Honza Fiker
FAJN DRIVE, 15:00 - 18:00 Po-Pá, Marthy Duffek, Vendy Kožíková
FAJN NEXT BEAT, 18:00-20:00 Po-Pá, Jindra Žampa a Honza Koky 
NEXT GENERATION, 20:00-20:30 Po-Pá 
FAJN VÍKEND, So-Ne, Jakub Kostík, Michaela Remutová  

## Vysílače
Fajn Radio je šířeno z následujících FM vysílačů:
| Vysílač                            | Kmitočet  | Výkon (ERP) | Polarizace   |
| ---------------------------------- | --------- | ----------- | ------------ |
| Liberec                            | 87,6 MHz  | 0,2 kW      | vertikální   |
| Trutnov                            | 87,6 MHz  | 0,2 kW      | vertikální   |
| Jičín                              | 87,6 MHz  | 0,1 kW      | vertikální   |
| Mladá Boleslav                     | 87,6 MHz  | 0,1 kW      | vertikální   |
| Tábor                              | 87,6 MHz  | 0,1 kW      | vertikální   |
| Jeseník                            | 87,6 MHz  | 0,05 kW     | vertikální   |
| Broumov                            | 87,6 MHz  | 0,05 kW     | vertikální   |
| Náchod                             | 87,6 MHz  | 0,05 kW     | vertikální   |
| Písek                              | 87,9 MHz  | 0,1 kW      | vertikální   |
| Hradec Králové                     | 89,1 MHz  | 0,1 kW      | vertikální   |
| Teplice                            | 89,3 MHz  | 0,2 kW      | vertikální   |
| Děčín                              | 89,3 MHz  | 0,05 kW     | vertikální   |
| Šumperk                            | 89,5 MHz  | 0,1 kW      | vertikální   |
| Beroun – rozhledna Městská hora    | 90,6 MHz  | 0,1 kW      | vertikální   |
| Rakovník                           | 91,8 MHz  | 0,15 kW     | vertikální   |
| Most                               | 92 MHz    | 0,2 kW      | vertikální   |
| Karlovy Vary                       | 92,2 MHz  | 0,2 kW      | vertikální   |
| Jablonec nad Nisou                 | 92,7 MHz  | 0,1 kW      | horizontální |
| Praha                              | 94,1 MHz  | 0,05 kW     | vertikální   |
| Uničov                             | 94,4 MHz  | 0,5 kW      | vertikální   |
| Příbram                            | 94,4 MHz  | 0,05 kW     | vertikální   |
| Pardubice                          | 94,5 MHz  | 0,1 kW      | vertikální   |
| Ústí nad Labem                     | 95,2 MHz  | 5 kW        | vertikální   |
| Olomouc                            | 96 MHz    | 0,5 kW      | vertikální   |
| Brno                               | 96,4 MHz  | 0,2 kW      | vertikální   |
| Cheb                               | 97,1 MHz  | 0,1 kW      | vertikální   |
| Plzeň                              | 97,1 MHz  | 0,18 kW     | vertikální   |
| Praha – Ládví                      | 97,2 MHz  | 5 kW        | vertikální   |
| Tábor                              | 97,2 MHz  | 0,16 kW     | vertikální   |
| Chomutov – Jedlová hora            | 98,1 MHz  | 1 kW        | horizontální |
| Litoměřice                         | 98,3 MHz  | 0,5 kW      | vertikální   |
| Jihlava                            | 99 MHz    | 0,2 kW      | vertikální   |
| Sokolov                            | 99 MHz    | 0,05 kW     | vertikální   |
| Havlíčkův Brod                     | 99,7 MHz  | 0,2 kW      | vertikální   |
| Klatovy                            | 100,6 MHz | 0,2 kW      | vertikální   |
| České Budějovice – komín teplárny  | 101,9 MHz | 0,1 kW      | vertikální   |
| Prostějov                          | 102,8 MHz | 0,1 kW      | vertikální   |
| Zlín                               | 102,9 MHz | 0,17 kW     | vertikální   |
| Vsetín                             | 104,7 MHz | 0,1 kW      | vertikální   |
| Valašské Meziříčí                  | 105,2 MHz | 0,1 kW      | vertikální   |
| Přerov                             | 105,3 MHz | 0,1 kW      | vertikální   |
| Kutná Hora – elektrárna Chvaletice | 106,6 MHz | 1 kW        | vertikální   |
| Česká Lípa                         | 107,1 MHz | 0,16 kW     | vertikální   |